# Vattenpolo vid olympiska sommarspelen 1952
Vattenpoloturneringen vid Olympiska sommarspelen 1952 avgjordes i Helsingfors.

## Medaljsummering
| Gren                          | Guld | Silver | Brons |
| Herrarnas vattenpoloturnering | Ungern Róbert Antal Antal Bolvári Dezső Fábián Dezső Gyarmati István Hasznos László Jeney György Kárpáti Dezső Lemhényi Kálmán Markovits Miklós Martin Károly Szittya István Szívós György Vízvári | Jugoslavien Veljko Bakašun Marko Brainović Vladimir Ivković Zdravko Ježić Zdravko Kovačić Ivo Kurtini Lovro Radonjić Ivo Štakula Boško Vuksanović | Italien Gildo Arena Lucio Ceccarini Renato De Sanzuane Raffaello Gambino Salvatore Gionta Maurizio Mannelli Geminio Ognio Carlo Peretti Enzo Polito Cesare Rubini Renato Traiola |